# Jaques Wagner
Pour les articles homonymes, voir Wagner.
Jaques Wagner, né le 16 mars 1951, est un homme politique brésilien, et gouverneur de l'État de Bahia de 2007 à 2014. Il a été ministre de la Défense de janvier à octobre 2015, quand il a été nommé ministre-chef de cabinet par la présidente Dilma Rousseff, poste qu'il a occupé du 2 octobre 2015 au 17 mai 2016.